# Ка деле Доне (Пјаченца)
Ка деле Доне је насеље у Италији у округу Пјаченца, региону Емилија-Ромања.
Према процени из 2011. у насељу је живело 6 становника. Насеље се налази на надморској висини од 826 м.